# Milano-Sanremo 2023
Milano-Sanremo 2023 var den 114. udgave af det italienske monument Milano-Sanremo. Det 294 km lange linjeløb blev kørt den 18. marts 2023 med start i Abbiategrasso og mål i Sanremo i den nordlige del af landet. Løbet var ottende arrangement på UCI World Tour 2023.
Hollandske Mathieu van der Poel fra Alpecin-Deceuninck kom alene til mål, og vandt løbet med 15 sekunders forspring til de nærmeste forfølgere.

## Resultat
| \| Samlede stilling \| Samlede stilling \| Samlede stilling \| Samlede stilling \| Samlede stilling \| \| Rytter \| Rytter \| Hold \| Tid \| \| \| ---------------- \| -------------------- \| --------------------- \| ---------------- \| ---------------- \| \| 1. \| Mathieu van der Poel \| Alpecin-Deceuninck \| 6t 25' 23" \| \| \| 2. \| Filippo Ganna \| Ineos Grenadiers \| + 15" \| \| \| 3. \| Wout van Aert \| Jumbo-Visma \| + 15" \| \| \| 4. \| Tadej Pogačar \| UAE Team Emirates \| + 15" \| \| \| 5. \| Søren Kragh Andersen \| Alpecin-Deceuninck \| + 26" \| \| \| 6. \| Mads Pedersen \| Trek-Segafredo \| + 26" \| \| \| 7. \| Neilson Powless \| EF Education-EasyPost \| + 26" \| \| \| 8. \| Matej Mohorič \| Bahrain Victorious \| + 26" \| \| \| 9. \| Anthony Turgis \| TotalEnergies \| + 26" \| \| \| 10. \| Jasper Stuyven \| Trek-Segafredo \| + 26" \| \| \| 11. \| Julian Alaphilippe \| Soudal Quick-Step \| + 26" \| \| \| 12. \| Davide Ballerini \| Soudal Quick-Step \| + 32" \| \| \| 13. \| Christophe Laporte \| Jumbo-Visma \| + 32" \| \| \| 14. \| Magnus Cort \| EF Education-EasyPost \| + 32" \| \| \| 15. \| Jasper Philipsen \| Alpecin-Deceuninck \| + 32" \| \| \| 16. \| Caleb Ewan \| Lotto Dstny \| + 32" \| \| \| 17. \| Marco Haller \| Bora-Hansgrohe \| + 32" \| \| \| 18. \| Nikias Arndt \| Bahrain Victorious \| + 32" \| \| \| 19. \| Matteo Trentin \| UAE Team Emirates \| + 32" \| \| \| 20. \| Yves Lampaert \| Soudal Quick-Step \| + 32" \| \| |                      |                       |            |
| |                      |                       |            |
| Kilde: ProCyclingStats |                      |                       |            |
| Samlede stilling |                      |                       |            |
| Rytter | Rytter               | Hold                  | Tid        |
| 1. | Mathieu van der Poel | Alpecin-Deceuninck    | 6t 25' 23" |
| 2. | Filippo Ganna        | Ineos Grenadiers      | + 15"      |
| 3. | Wout van Aert        | Jumbo-Visma           | + 15"      |
| 4. | Tadej Pogačar        | UAE Team Emirates     | + 15"      |
| 5. | Søren Kragh Andersen | Alpecin-Deceuninck    | + 26"      |
| 6. | Mads Pedersen        | Trek-Segafredo        | + 26"      |
| 7. | Neilson Powless      | EF Education-EasyPost | + 26"      |
| 8. | Matej Mohorič        | Bahrain Victorious    | + 26"      |
| 9. | Anthony Turgis       | TotalEnergies         | + 26"      |
| 10. | Jasper Stuyven       | Trek-Segafredo        | + 26"      |
| 11. | Julian Alaphilippe   | Soudal Quick-Step     | + 26"      |
| 12. | Davide Ballerini     | Soudal Quick-Step     | + 32"      |
| 13. | Christophe Laporte   | Jumbo-Visma           | + 32"      |
| 14. | Magnus Cort          | EF Education-EasyPost | + 32"      |
| 15. | Jasper Philipsen     | Alpecin-Deceuninck    | + 32"      |
| 16. | Caleb Ewan           | Lotto Dstny           | + 32"      |
| 17. | Marco Haller         | Bora-Hansgrohe        | + 32"      |
| 18. | Nikias Arndt         | Bahrain Victorious    | + 32"      |
| 19. | Matteo Trentin       | UAE Team Emirates     | + 32"      |
| 20. | Yves Lampaert        | Soudal Quick-Step     | + 32"      |

## Hold og ryttere
| UCI WorldTeams (18)- AG2R Citroën Team - Alpecin-Deceuninck - Astana Qazaqstan Team - Bahrain Victorious - Bora-Hansgrohe - Cofidis - EF Education-EasyPost - Groupama-FDJ - Ineos Grenadiers - Intermarché-Circus-Wanty - Jumbo-Visma - Movistar Team - Soudal Quick-Step - Arkéa-Samsic - Team Jayco AlUla - Team DSM - Trek-Segafredo - UAE Team Emirates UCI ProTeams (7)- Eolo-Kometa - Green Project-Bardiani CSF-Faizanè - Israel-Premier Tech - Lotto Dstny - Q36.5 Pro Cycling Team - TotalEnergies - Tudor Pro Cycling Team |
| |

### Danske ryttere
| Danske ryttere på startlisten |                      |                       |           |
| Rygnummer                     | Rytter               | Hold                  | Placering |
| 22                            | Søren Kragh Andersen | Alpecin-Deceuninck    | 5         |
| 63                            | Mikkel Honoré        | EF Education-EasyPost | 69        |
| 64                            | Magnus Cort          | EF Education-EasyPost | 14        |
| 126                           | Mads Würtz Schmidt   | Israel-Premier Tech   | 149       |
| 172                           | Kasper Asgreen       | Soudal Quick-Step     | 36        |
| 221                           | Mads Pedersen        | Trek-Segafredo        | 6         |

* DNF = gennemførte ikke

### Startliste
| Bahrain Victorious TBV | Bahrain Victorious TBV | Bahrain Victorious TBV |
| ---------------------- | ---------------------- | ---------------------- |
| Nr.                    | Rytter                 | Placering              |
| 1                      | Matej Mohorič (SLO)    | 8.                     |
| 2                      | Nikias Arndt (GER)     | 18.                    |
| 3                      | Pello Bilbao (ESP)     | 43.                    |
| 4                      | Damiano Caruso (ITA)   | 53.                    |
| 5                      | Jonathan Milan (ITA)   | 128.                   |
| 6                      | Andrea Pasqualon (ITA) | 60.                    |
| 7                      | Fred Wright (GBR)      | 79.                    |

| AG2R Citroën Team ACT | AG2R Citroën Team ACT  | AG2R Citroën Team ACT |
| --------------------- | ---------------------- | --------------------- |
| Nr.                   | Rytter                 | Placering             |
| 11                    | Benoît Cosnefroy (FRA) | 22.                   |
| 12                    | Stan Dewulf (BEL)      | 66.                   |
| 13                    | Jaakko Hänninen (FIN)  | 130.                  |
| 14                    | Lawrence Naesen (BEL)  | 83.                   |
| 15                    | Oliver Naesen (BEL)    | 74.                   |
| 16                    | Andrea Vendrame (ITA)  | 45.                   |
| 17                    | Larry Warbasse (USA)   | 61.                   |

| Alpecin-Deceuninck ADC | Alpecin-Deceuninck ADC     | Alpecin-Deceuninck ADC |
| ---------------------- | -------------------------- | ---------------------- |
| Nr.                    | Rytter                     | Placering              |
| 21                     | Mathieu van der Poel (NED) | 1.                     |
| 22                     | Søren Kragh Andersen (DEN) | 5.                     |
| 23                     | Silvan Dillier (SUI)       | 100.                   |
| 24                     | Quinten Hermans (BEL)      | 80.                    |
| 25                     | Jasper Philipsen (BEL)     | 15.                    |
| 26                     | Kristian Sbaragli (ITA)    | 103.                   |
| 27                     | Gianni Vermeersch (BEL)    | 81.                    |

| Astana Qazaqstan Team AST | Astana Qazaqstan Team AST       | Astana Qazaqstan Team AST |
| ------------------------- | ------------------------------- | ------------------------- |
| Nr.                       | Rytter                          | Placering                 |
| 31                        | Mark Cavendish (GBR) (landevej) | 150.                      |
| 32                        | Leonardo Basso (ITA)            | 131.                      |
| 33                        | Cees Bol (NED)                  | 57.                       |
| 34                        | Davide Martinelli (ITA)         | 127.                      |
| 35                        | Aljaksandr Rabusjenka           | 142.                      |
| 36                        | Gleb Syritsa                    | DNF                       |
| 37                        | Simone Velasco (ITA)            | 47.                       |

| Bora-Hansgrohe BOH | Bora-Hansgrohe BOH           | Bora-Hansgrohe BOH |
| ------------------ | ---------------------------- | ------------------ |
| Nr.                | Rytter                       | Placering          |
| 41                 | Sam Bennett (IRL)            | DNF                |
| 42                 | Nico Denz (GER)              | 114.               |
| 43                 | Marco Haller (AUT)           | 17.                |
| 44                 | Cesare Benedetti (POL)       | DNF                |
| 45                 | Nils Politt (GER) (landevej) | 21.                |
| 46                 | Ryan Mullen (IRL)            | 153.               |
| 47                 | Danny van Poppel (NED)       | 111.               |

| Cofidis COF | Cofidis COF              | Cofidis COF |
| ----------- | ------------------------ | ----------- |
| Nr.         | Rytter                   | Placering   |
| 51          | Simone Consonni (ITA)    | 48.         |
| 52          | Davide Cimolai (ITA)     | 75.         |
| 53          | Bryan Coquard (FRA)      | 56.         |
| 54          | Alexandre Delettre (FRA) | 135.        |
| 55          | Alexis Renard (FRA)      | 137.        |
| 56          | Benjamin Thomas (FRA)    | 55.         |
| 57          | Harrison Wood (GBR)      | 85.         |

| EF Education-EasyPost EFE | EF Education-EasyPost EFE | EF Education-EasyPost EFE |
| ------------------------- | ------------------------- | ------------------------- |
| Nr.                       | Rytter                    | Placering                 |
| 61                        | Alberto Bettiol (ITA)     | 54.                       |
| 62                        | Stefan Bissegger (SUI)    | 145.                      |
| 63                        | Mikkel Honoré (DEN)       | 69.                       |
| 64                        | Magnus Cort (DEN)         | 14.                       |
| 65                        | Neilson Powless (USA)     | 7.                        |
| 66                        | Jonas Rutsch (GER)        | 126.                      |
| 67                        | Łukasz Wiśniowski (POL)   | 140.                      |

| Eolo-Kometa EOK | Eolo-Kometa EOK         | Eolo-Kometa EOK |
| --------------- | ----------------------- | --------------- |
| Nr.             | Rytter                  | Placering       |
| 71              | Mirco Maestri (ITA)     | 105.            |
| 72              | Mattia Bais (ITA)       | 97.             |
| 73              | Simone Bevilacqua (ITA) | 143.            |
| 74              | Francesco Gavazzi (ITA) | 58.             |
| 75              | David Martín (ESP)      | 160.            |
| 76              | Samuele Rivi (ITA)      | 161.            |
| 77              | Diego Sevilla (ESP)     | 99.             |

| Green Project-Bardiani CSF-Faizanè BCF | Green Project-Bardiani CSF-Faizanè BCF | Green Project-Bardiani CSF-Faizanè BCF |
| -------------------------------------- | -------------------------------------- | -------------------------------------- |
| Nr.                                    | Rytter                                 | Placering                              |
| 81                                     | Henok Mulubrhan (ERI)                  | 162.                                   |
| 82                                     | Davide Gabburo (ITA)                   | 78.                                    |
| 83                                     | Riccardo Lucca (ITA)                   | 108.                                   |
| 84                                     | Filippo Magli (ITA)                    | 64.                                    |
| 85                                     | Manuele Tarozzi (ITA)                  | 155.                                   |
| 86                                     | Alessandro Tonelli (ITA)               | 101.                                   |
| 87                                     | Samuele Zoccarato (ITA)                | 120.                                   |

| Groupama-FDJ GFC | Groupama-FDJ GFC          | Groupama-FDJ GFC |
| ---------------- | ------------------------- | ---------------- |
| Nr.              | Rytter                    | Placering        |
| 91               | Arnaud Démare (FRA)       | 51.              |
| 92               | Kevin Geniets (LUX)       | 29.              |
| 93               | Ignatas Konovalovas (LTU) | 116.             |
| 94               | Rudy Molard (FRA)         | 30.              |
| 95               | Quentin Pacher (FRA)      | 41.              |
| 96               | Miles Scotson (AUS)       | 144.             |
| 97               | Jake Stewart (GBR)        | 87.              |

| Ineos Grenadiers IGD | Ineos Grenadiers IGD     | Ineos Grenadiers IGD |
| -------------------- | ------------------------ | -------------------- |
| Nr.                  | Rytter                   | Placering            |
| 101                  | Filippo Ganna (ITA)      | 2.                   |
| 102                  | Kim Heiduk (GER)         | 141.                 |
| 103                  | Michał Kwiatkowski (POL) | 139.                 |
| 104                  | Jhonatan Narváez (ECU)   | 32.                  |
| 105                  | Luke Rowe (GBR)          | 148.                 |
| 106                  | Magnus Sheffield (USA)   | 24.                  |
| 107                  | Ben Swift (GBR)          | 73.                  |

| Intermarché-Circus-Wanty ICW | Intermarché-Circus-Wanty ICW | Intermarché-Circus-Wanty ICW |
| ---------------------------- | ---------------------------- | ---------------------------- |
| Nr.                          | Rytter                       | Placering                    |
| 111                          | Biniam Girmay (ERI)          | 28.                          |
| 112                          | Niccolò Bonifazio (ITA)      | 77.                          |
| 113                          | Sven Erik Bystrøm (NOR)      | 62.                          |
| 114                          | Lorenzo Rota (ITA)           | 31.                          |
| 115                          | Mike Teunissen (NED)         | 89.                          |
| 116                          | Loïc Vliegen (BEL)           | 151.                         |
| 117                          | Aimé De Gendt (BEL)          | 93.                          |

| Israel-Premier Tech IPT | Israel-Premier Tech IPT  | Israel-Premier Tech IPT |
| ----------------------- | ------------------------ | ----------------------- |
| Nr.                     | Rytter                   | Placering               |
| 121                     | Sep Vanmarcke (BEL)      | 46.                     |
| 122                     | Derek Gee (CAN)          | 98.                     |
| 123                     | Hugo Houle (CAN)         | 65.                     |
| 124                     | Daryl Impey (RSA)        | 107.                    |
| 125                     | Krists Neilands (LAT)    | 27.                     |
| 126                     | Mads Würtz Schmidt (DEN) | 149.                    |
| 127                     | Corbin Strong (NZL)      | 86.                     |

| Jumbo-Visma TJV | Jumbo-Visma TJV                | Jumbo-Visma TJV |
| --------------- | ------------------------------ | --------------- |
| Nr.             | Rytter                         | Placering       |
| 131             | Wout van Aert (BEL)            | 3.              |
| 132             | Edoardo Affini (ITA)           | 136.            |
| 133             | Christophe Laporte (FRA)       | 13.             |
| 134             | Jan Tratnik (SLO)              | 91.             |
| 135             | Attila Valter (HUN) (landevej) | 34.             |
| 136             | Jos van Emden (NED)            | 168.            |
| 137             | Nathan Van Hooydonck (BEL)     | 118.            |

| Lotto Dstny LTD | Lotto Dstny LTD        | Lotto Dstny LTD |
| --------------- | ---------------------- | --------------- |
| Nr.             | Rytter                 | Placering       |
| 141             | Caleb Ewan (AUS)       | 16.             |
| 142             | Jasper De Buyst (BEL)  | 94.             |
| 143             | Arnaud De Lie (BEL)    | 95.             |
| 144             | Jarrad Drizners (AUS)  | 110.            |
| 145             | Frederik Frison (BEL)  | 106.            |
| 146             | Jacopo Guarnieri (ITA) | 124.            |
| 147             | Maxim Van Gils (BEL)   | 38.             |

| Movistar Team MOV | Movistar Team MOV         | Movistar Team MOV |
| ----------------- | ------------------------- | ----------------- |
| Nr.               | Rytter                    | Placering         |
| 151               | Alex Aranburu (ESP)       | 26.               |
| 152               | Iván García Cortina (ESP) | 33.               |
| 153               | Fernando Gaviria (COL)    | 129.              |
| 154               | Johan Jacobs (SUI)        | 133.              |
| 155               | Oier Lazkano (ESP)        | 134.              |
| 156               | Lluís Mas (ESP)           | 63.               |
| 157               | Gonzalo Serrano (ESP)     | 25.               |

| Q36.5 Pro Cycling Team Q36 | Q36.5 Pro Cycling Team Q36 | Q36.5 Pro Cycling Team Q36 |
| -------------------------- | -------------------------- | -------------------------- |
| Nr.                        | Rytter                     | Placering                  |
| 161                        | Matteo Moschetti (ITA)     | 156.                       |
| 162                        | Negasi Abreha (ETH)        | 169.                       |
| 163                        | Antonio Puppio (ITA)       | 117.                       |
| 164                        | Gianluca Brambilla (ITA)   | 42.                        |
| 165                        | Mark Donovan (GBR)         | 70.                        |
| 166                        | Alessandro Fedeli (ITA)    | 50.                        |
| 167                        | Tobias Ludvigsson (SWE)    | 96.                        |

| Soudal Quick-Step SOQ | Soudal Quick-Step SOQ             | Soudal Quick-Step SOQ |
| --------------------- | --------------------------------- | --------------------- |
| Nr.                   | Rytter                            | Placering             |
| 171                   | Julian Alaphilippe (FRA)          | 11.                   |
| 172                   | Kasper Asgreen (DEN)              | 36.                   |
| 173                   | Davide Ballerini (ITA)            | 12.                   |
| 174                   | Tim Declercq (BEL)                | 121.                  |
| 175                   | Dries Devenyns (BEL)              | 123.                  |
| 176                   | Yves Lampaert (BEL)               | 20.                   |
| 177                   | Florian Sénéchal (FRA) (landevej) | 76.                   |

| Arkéa-Samsic ARK | Arkéa-Samsic ARK       | Arkéa-Samsic ARK |
| ---------------- | ---------------------- | ---------------- |
| Nr.              | Rytter                 | Placering        |
| 181              | Luca Mozzato (ITA)     | 132.             |
| 182              | Warren Barguil (FRA)   | 40.              |
| 183              | Jenthe Biermans (BEL)  | 59.              |
| 184              | Simon Guglielmi (FRA)  | 102.             |
| 185              | Matis Louvel (FRA)     | 90.              |
| 186              | Clément Russo (FRA)    | 125.             |
| 187              | Alessandro Verre (ITA) | 166.             |

| Team DSM DSM | Team DSM DSM           | Team DSM DSM |
| ------------ | ---------------------- | ------------ |
| Nr.          | Rytter                 | Placering    |
| 191          | John Degenkolb (GER)   | 39.          |
| 192          | Pavel Bittner (CZE)    | 167.         |
| 193          | Matthew Dinham (AUS)   | 170.         |
| 194          | Nils Eekhoff (NED)     | 147.         |
| 195          | Marius Mayrhofer (GER) | 115.         |
| 196          | Florian Stork (GER)    | 112.         |
| 197          | Kevin Vermaerke (USA)  | 71.          |

| Team Jayco AlUla JAY | Team Jayco AlUla JAY    | Team Jayco AlUla JAY |
| -------------------- | ----------------------- | -------------------- |
| Nr.                  | Rytter                  | Placering            |
| 201                  | Matteo Sobrero (ITA)    | 37.                  |
| 202                  | Alexandre Balmer (SUI)  | 84.                  |
| 203                  | Michael Hepburn (AUS)   | 154.                 |
| 204                  | Jan Maas (NED)          | 119.                 |
| 205                  | Luka Mezgec (SLO)       | 23.                  |
| 206                  | Lukas Pöstlberger (AUT) | 122.                 |
| 207                  | Zdeněk Štybar (CZE)     | 52.                  |

| TotalEnergies TEN | TotalEnergies TEN            | TotalEnergies TEN |
| ----------------- | ---------------------------- | ----------------- |
| Nr.               | Rytter                       | Placering         |
| 211               | Peter Sagan (SVK) (landevej) | 44.               |
| 212               | Maciej Bodnar (POL)          | DNF               |
| 213               | Sandy Dujardin (FRA)         | 157.              |
| 214               | Valentin Ferron (FRA)        | 68.               |
| 215               | Daniel Oss (ITA)             | 35.               |
| 216               | Geoffrey Soupe (FRA)         | 104.              |
| 217               | Anthony Turgis (FRA)         | 9.                |

| Trek-Segafredo TFS | Trek-Segafredo TFS     | Trek-Segafredo TFS |
| ------------------ | ---------------------- | ------------------ |
| Nr.                | Rytter                 | Placering          |
| 221                | Mads Pedersen (DEN)    | 6.                 |
| 222                | Dario Cataldo (ITA)    | 113.               |
| 223                | Markus Hoelgaard (NOR) | 152.               |
| 224                | Jacopo Mosca (ITA)     | 164.               |
| 225                | Toms Skujiņš (LAT)     | 88.                |
| 226                | Jasper Stuyven (BEL)   | 10.                |
| 227                | Otto Vergaerde (BEL)   | 159.               |

| Tudor Pro Cycling Team TUD | Tudor Pro Cycling Team TUD | Tudor Pro Cycling Team TUD |
| -------------------------- | -------------------------- | -------------------------- |
| Nr.                        | Rytter                     | Placering                  |
| 231                        | Rick Pluimers (NED)        | 49.                        |
| 232                        | Tom Bohli (SUI)            | 158.                       |
| 233                        | Aloïs Charrin (FRA)        | 165.                       |
| 234                        | Luc Wirtgen (LUX)          | 82.                        |
| 235                        | Miká Heming (GER)          | 138.                       |
| 236                        | Arthur Kluckers (LUX)      | 109.                       |
| 237                        | Roland Thalmann (SUI)      | 146.                       |

| UAE Team Emirates UAD | UAE Team Emirates UAD                | UAE Team Emirates UAD |
| --------------------- | ------------------------------------ | --------------------- |
| Nr.                   | Rytter                               | Placering             |
| 241                   | Tadej Pogačar (SLO)                  | 4.                    |
| 242                   | Alessandro Covi (ITA)                | DNF                   |
| 243                   | Tim Wellens (BEL)                    | 67.                   |
| 244                   | Felix Großschartner (AUT) (landevej) | 92.                   |
| 245                   | Domen Novak (SLO)                    | 163.                  |
| 246                   | Matteo Trentin (ITA)                 | 19.                   |
| 247                   | Diego Ulissi (ITA)                   | 72.                   |

| Bahrain Victorious TBV | Bahrain Victorious TBV | Bahrain Victorious TBV |
| ---------------------- | ---------------------- | ---------------------- |
| Nr.                    | Rytter                 | Placering              |
| 1                      | Matej Mohorič (SLO)    | 8.                     |
| 2                      | Nikias Arndt (GER)     | 18.                    |
| 3                      | Pello Bilbao (ESP)     | 43.                    |
| 4                      | Damiano Caruso (ITA)   | 53.                    |
| 5                      | Jonathan Milan (ITA)   | 128.                   |
| 6                      | Andrea Pasqualon (ITA) | 60.                    |
| 7                      | Fred Wright (GBR)      | 79.                    |

| AG2R Citroën Team ACT | AG2R Citroën Team ACT  | AG2R Citroën Team ACT |
| --------------------- | ---------------------- | --------------------- |
| Nr.                   | Rytter                 | Placering             |
| 11                    | Benoît Cosnefroy (FRA) | 22.                   |
| 12                    | Stan Dewulf (BEL)      | 66.                   |
| 13                    | Jaakko Hänninen (FIN)  | 130.                  |
| 14                    | Lawrence Naesen (BEL)  | 83.                   |
| 15                    | Oliver Naesen (BEL)    | 74.                   |
| 16                    | Andrea Vendrame (ITA)  | 45.                   |
| 17                    | Larry Warbasse (USA)   | 61.                   |

| Alpecin-Deceuninck ADC | Alpecin-Deceuninck ADC     | Alpecin-Deceuninck ADC |
| ---------------------- | -------------------------- | ---------------------- |
| Nr.                    | Rytter                     | Placering              |
| 21                     | Mathieu van der Poel (NED) | 1.                     |
| 22                     | Søren Kragh Andersen (DEN) | 5.                     |
| 23                     | Silvan Dillier (SUI)       | 100.                   |
| 24                     | Quinten Hermans (BEL)      | 80.                    |
| 25                     | Jasper Philipsen (BEL)     | 15.                    |
| 26                     | Kristian Sbaragli (ITA)    | 103.                   |
| 27                     | Gianni Vermeersch (BEL)    | 81.                    |

| Astana Qazaqstan Team AST | Astana Qazaqstan Team AST       | Astana Qazaqstan Team AST |
| ------------------------- | ------------------------------- | ------------------------- |
| Nr.                       | Rytter                          | Placering                 |
| 31                        | Mark Cavendish (GBR) (landevej) | 150.                      |
| 32                        | Leonardo Basso (ITA)            | 131.                      |
| 33                        | Cees Bol (NED)                  | 57.                       |
| 34                        | Davide Martinelli (ITA)         | 127.                      |
| 35                        | Aljaksandr Rabusjenka           | 142.                      |
| 36                        | Gleb Syritsa                    | DNF                       |
| 37                        | Simone Velasco (ITA)            | 47.                       |

| Bora-Hansgrohe BOH | Bora-Hansgrohe BOH           | Bora-Hansgrohe BOH |
| ------------------ | ---------------------------- | ------------------ |
| Nr.                | Rytter                       | Placering          |
| 41                 | Sam Bennett (IRL)            | DNF                |
| 42                 | Nico Denz (GER)              | 114.               |
| 43                 | Marco Haller (AUT)           | 17.                |
| 44                 | Cesare Benedetti (POL)       | DNF                |
| 45                 | Nils Politt (GER) (landevej) | 21.                |
| 46                 | Ryan Mullen (IRL)            | 153.               |
| 47                 | Danny van Poppel (NED)       | 111.               |

| Cofidis COF | Cofidis COF              | Cofidis COF |
| ----------- | ------------------------ | ----------- |
| Nr.         | Rytter                   | Placering   |
| 51          | Simone Consonni (ITA)    | 48.         |
| 52          | Davide Cimolai (ITA)     | 75.         |
| 53          | Bryan Coquard (FRA)      | 56.         |
| 54          | Alexandre Delettre (FRA) | 135.        |
| 55          | Alexis Renard (FRA)      | 137.        |
| 56          | Benjamin Thomas (FRA)    | 55.         |
| 57          | Harrison Wood (GBR)      | 85.         |

| EF Education-EasyPost EFE | EF Education-EasyPost EFE | EF Education-EasyPost EFE |
| ------------------------- | ------------------------- | ------------------------- |
| Nr.                       | Rytter                    | Placering                 |
| 61                        | Alberto Bettiol (ITA)     | 54.                       |
| 62                        | Stefan Bissegger (SUI)    | 145.                      |
| 63                        | Mikkel Honoré (DEN)       | 69.                       |
| 64                        | Magnus Cort (DEN)         | 14.                       |
| 65                        | Neilson Powless (USA)     | 7.                        |
| 66                        | Jonas Rutsch (GER)        | 126.                      |
| 67                        | Łukasz Wiśniowski (POL)   | 140.                      |

| Eolo-Kometa EOK | Eolo-Kometa EOK         | Eolo-Kometa EOK |
| --------------- | ----------------------- | --------------- |
| Nr.             | Rytter                  | Placering       |
| 71              | Mirco Maestri (ITA)     | 105.            |
| 72              | Mattia Bais (ITA)       | 97.             |
| 73              | Simone Bevilacqua (ITA) | 143.            |
| 74              | Francesco Gavazzi (ITA) | 58.             |
| 75              | David Martín (ESP)      | 160.            |
| 76              | Samuele Rivi (ITA)      | 161.            |
| 77              | Diego Sevilla (ESP)     | 99.             |

| Green Project-Bardiani CSF-Faizanè BCF | Green Project-Bardiani CSF-Faizanè BCF | Green Project-Bardiani CSF-Faizanè BCF |
| -------------------------------------- | -------------------------------------- | -------------------------------------- |
| Nr.                                    | Rytter                                 | Placering                              |
| 81                                     | Henok Mulubrhan (ERI)                  | 162.                                   |
| 82                                     | Davide Gabburo (ITA)                   | 78.                                    |
| 83                                     | Riccardo Lucca (ITA)                   | 108.                                   |
| 84                                     | Filippo Magli (ITA)                    | 64.                                    |
| 85                                     | Manuele Tarozzi (ITA)                  | 155.                                   |
| 86                                     | Alessandro Tonelli (ITA)               | 101.                                   |
| 87                                     | Samuele Zoccarato (ITA)                | 120.                                   |

| Groupama-FDJ GFC | Groupama-FDJ GFC          | Groupama-FDJ GFC |
| ---------------- | ------------------------- | ---------------- |
| Nr.              | Rytter                    | Placering        |
| 91               | Arnaud Démare (FRA)       | 51.              |
| 92               | Kevin Geniets (LUX)       | 29.              |
| 93               | Ignatas Konovalovas (LTU) | 116.             |
| 94               | Rudy Molard (FRA)         | 30.              |
| 95               | Quentin Pacher (FRA)      | 41.              |
| 96               | Miles Scotson (AUS)       | 144.             |
| 97               | Jake Stewart (GBR)        | 87.              |

| Ineos Grenadiers IGD | Ineos Grenadiers IGD     | Ineos Grenadiers IGD |
| -------------------- | ------------------------ | -------------------- |
| Nr.                  | Rytter                   | Placering            |
| 101                  | Filippo Ganna (ITA)      | 2.                   |
| 102                  | Kim Heiduk (GER)         | 141.                 |
| 103                  | Michał Kwiatkowski (POL) | 139.                 |
| 104                  | Jhonatan Narváez (ECU)   | 32.                  |
| 105                  | Luke Rowe (GBR)          | 148.                 |
| 106                  | Magnus Sheffield (USA)   | 24.                  |
| 107                  | Ben Swift (GBR)          | 73.                  |

| Intermarché-Circus-Wanty ICW | Intermarché-Circus-Wanty ICW | Intermarché-Circus-Wanty ICW |
| ---------------------------- | ---------------------------- | ---------------------------- |
| Nr.                          | Rytter                       | Placering                    |
| 111                          | Biniam Girmay (ERI)          | 28.                          |
| 112                          | Niccolò Bonifazio (ITA)      | 77.                          |
| 113                          | Sven Erik Bystrøm (NOR)      | 62.                          |
| 114                          | Lorenzo Rota (ITA)           | 31.                          |
| 115                          | Mike Teunissen (NED)         | 89.                          |
| 116                          | Loïc Vliegen (BEL)           | 151.                         |
| 117                          | Aimé De Gendt (BEL)          | 93.                          |

| Israel-Premier Tech IPT | Israel-Premier Tech IPT  | Israel-Premier Tech IPT |
| ----------------------- | ------------------------ | ----------------------- |
| Nr.                     | Rytter                   | Placering               |
| 121                     | Sep Vanmarcke (BEL)      | 46.                     |
| 122                     | Derek Gee (CAN)          | 98.                     |
| 123                     | Hugo Houle (CAN)         | 65.                     |
| 124                     | Daryl Impey (RSA)        | 107.                    |
| 125                     | Krists Neilands (LAT)    | 27.                     |
| 126                     | Mads Würtz Schmidt (DEN) | 149.                    |
| 127                     | Corbin Strong (NZL)      | 86.                     |

| Jumbo-Visma TJV | Jumbo-Visma TJV                | Jumbo-Visma TJV |
| --------------- | ------------------------------ | --------------- |
| Nr.             | Rytter                         | Placering       |
| 131             | Wout van Aert (BEL)            | 3.              |
| 132             | Edoardo Affini (ITA)           | 136.            |
| 133             | Christophe Laporte (FRA)       | 13.             |
| 134             | Jan Tratnik (SLO)              | 91.             |
| 135             | Attila Valter (HUN) (landevej) | 34.             |
| 136             | Jos van Emden (NED)            | 168.            |
| 137             | Nathan Van Hooydonck (BEL)     | 118.            |

| Lotto Dstny LTD | Lotto Dstny LTD        | Lotto Dstny LTD |
| --------------- | ---------------------- | --------------- |
| Nr.             | Rytter                 | Placering       |
| 141             | Caleb Ewan (AUS)       | 16.             |
| 142             | Jasper De Buyst (BEL)  | 94.             |
| 143             | Arnaud De Lie (BEL)    | 95.             |
| 144             | Jarrad Drizners (AUS)  | 110.            |
| 145             | Frederik Frison (BEL)  | 106.            |
| 146             | Jacopo Guarnieri (ITA) | 124.            |
| 147             | Maxim Van Gils (BEL)   | 38.             |

| Movistar Team MOV | Movistar Team MOV         | Movistar Team MOV |
| ----------------- | ------------------------- | ----------------- |
| Nr.               | Rytter                    | Placering         |
| 151               | Alex Aranburu (ESP)       | 26.               |
| 152               | Iván García Cortina (ESP) | 33.               |
| 153               | Fernando Gaviria (COL)    | 129.              |
| 154               | Johan Jacobs (SUI)        | 133.              |
| 155               | Oier Lazkano (ESP)        | 134.              |
| 156               | Lluís Mas (ESP)           | 63.               |
| 157               | Gonzalo Serrano (ESP)     | 25.               |

| Q36.5 Pro Cycling Team Q36 | Q36.5 Pro Cycling Team Q36 | Q36.5 Pro Cycling Team Q36 |
| -------------------------- | -------------------------- | -------------------------- |
| Nr.                        | Rytter                     | Placering                  |
| 161                        | Matteo Moschetti (ITA)     | 156.                       |
| 162                        | Negasi Abreha (ETH)        | 169.                       |
| 163                        | Antonio Puppio (ITA)       | 117.                       |
| 164                        | Gianluca Brambilla (ITA)   | 42.                        |
| 165                        | Mark Donovan (GBR)         | 70.                        |
| 166                        | Alessandro Fedeli (ITA)    | 50.                        |
| 167                        | Tobias Ludvigsson (SWE)    | 96.                        |

| Soudal Quick-Step SOQ | Soudal Quick-Step SOQ             | Soudal Quick-Step SOQ |
| --------------------- | --------------------------------- | --------------------- |
| Nr.                   | Rytter                            | Placering             |
| 171                   | Julian Alaphilippe (FRA)          | 11.                   |
| 172                   | Kasper Asgreen (DEN)              | 36.                   |
| 173                   | Davide Ballerini (ITA)            | 12.                   |
| 174                   | Tim Declercq (BEL)                | 121.                  |
| 175                   | Dries Devenyns (BEL)              | 123.                  |
| 176                   | Yves Lampaert (BEL)               | 20.                   |
| 177                   | Florian Sénéchal (FRA) (landevej) | 76.                   |

| Arkéa-Samsic ARK | Arkéa-Samsic ARK       | Arkéa-Samsic ARK |
| ---------------- | ---------------------- | ---------------- |
| Nr.              | Rytter                 | Placering        |
| 181              | Luca Mozzato (ITA)     | 132.             |
| 182              | Warren Barguil (FRA)   | 40.              |
| 183              | Jenthe Biermans (BEL)  | 59.              |
| 184              | Simon Guglielmi (FRA)  | 102.             |
| 185              | Matis Louvel (FRA)     | 90.              |
| 186              | Clément Russo (FRA)    | 125.             |
| 187              | Alessandro Verre (ITA) | 166.             |

| Team DSM DSM | Team DSM DSM           | Team DSM DSM |
| ------------ | ---------------------- | ------------ |
| Nr.          | Rytter                 | Placering    |
| 191          | John Degenkolb (GER)   | 39.          |
| 192          | Pavel Bittner (CZE)    | 167.         |
| 193          | Matthew Dinham (AUS)   | 170.         |
| 194          | Nils Eekhoff (NED)     | 147.         |
| 195          | Marius Mayrhofer (GER) | 115.         |
| 196          | Florian Stork (GER)    | 112.         |
| 197          | Kevin Vermaerke (USA)  | 71.          |

| Team Jayco AlUla JAY | Team Jayco AlUla JAY    | Team Jayco AlUla JAY |
| -------------------- | ----------------------- | -------------------- |
| Nr.                  | Rytter                  | Placering            |
| 201                  | Matteo Sobrero (ITA)    | 37.                  |
| 202                  | Alexandre Balmer (SUI)  | 84.                  |
| 203                  | Michael Hepburn (AUS)   | 154.                 |
| 204                  | Jan Maas (NED)          | 119.                 |
| 205                  | Luka Mezgec (SLO)       | 23.                  |
| 206                  | Lukas Pöstlberger (AUT) | 122.                 |
| 207                  | Zdeněk Štybar (CZE)     | 52.                  |

| TotalEnergies TEN | TotalEnergies TEN            | TotalEnergies TEN |
| ----------------- | ---------------------------- | ----------------- |
| Nr.               | Rytter                       | Placering         |
| 211               | Peter Sagan (SVK) (landevej) | 44.               |
| 212               | Maciej Bodnar (POL)          | DNF               |
| 213               | Sandy Dujardin (FRA)         | 157.              |
| 214               | Valentin Ferron (FRA)        | 68.               |
| 215               | Daniel Oss (ITA)             | 35.               |
| 216               | Geoffrey Soupe (FRA)         | 104.              |
| 217               | Anthony Turgis (FRA)         | 9.                |

| Trek-Segafredo TFS | Trek-Segafredo TFS     | Trek-Segafredo TFS |
| ------------------ | ---------------------- | ------------------ |
| Nr.                | Rytter                 | Placering          |
| 221                | Mads Pedersen (DEN)    | 6.                 |
| 222                | Dario Cataldo (ITA)    | 113.               |
| 223                | Markus Hoelgaard (NOR) | 152.               |
| 224                | Jacopo Mosca (ITA)     | 164.               |
| 225                | Toms Skujiņš (LAT)     | 88.                |
| 226                | Jasper Stuyven (BEL)   | 10.                |
| 227                | Otto Vergaerde (BEL)   | 159.               |

| Tudor Pro Cycling Team TUD | Tudor Pro Cycling Team TUD | Tudor Pro Cycling Team TUD |
| -------------------------- | -------------------------- | -------------------------- |
| Nr.                        | Rytter                     | Placering                  |
| 231                        | Rick Pluimers (NED)        | 49.                        |
| 232                        | Tom Bohli (SUI)            | 158.                       |
| 233                        | Aloïs Charrin (FRA)        | 165.                       |
| 234                        | Luc Wirtgen (LUX)          | 82.                        |
| 235                        | Miká Heming (GER)          | 138.                       |
| 236                        | Arthur Kluckers (LUX)      | 109.                       |
| 237                        | Roland Thalmann (SUI)      | 146.                       |

| UAE Team Emirates UAD | UAE Team Emirates UAD                | UAE Team Emirates UAD |
| --------------------- | ------------------------------------ | --------------------- |
| Nr.                   | Rytter                               | Placering             |
| 241                   | Tadej Pogačar (SLO)                  | 4.                    |
| 242                   | Alessandro Covi (ITA)                | DNF                   |
| 243                   | Tim Wellens (BEL)                    | 67.                   |
| 244                   | Felix Großschartner (AUT) (landevej) | 92.                   |
| 245                   | Domen Novak (SLO)                    | 163.                  |
| 246                   | Matteo Trentin (ITA)                 | 19.                   |
| 247                   | Diego Ulissi (ITA)                   | 72.                   |